# Jean Alesi
Jean Alesi (11 de juny de 1964, Avinyó, Provença), és un pilot de curses francès d'origen sicilià. Jean Alesi va pilotar durant llarg temps a Fórmula 1 per a l'escuderia Ferrari, i va arribar a gaudir de gran popularitat. Havent abandonat la Fórmula 1 participà fins al 2006 en la Deutsche Tourenwagen Masters (DTM).

## Inici de carrera
La carrera professional de Jean Alesi inicia en 1985 amb la seva participació en la Fórmula 3 amb el Dallara Alfa Romeo. En les temporades 1985 i 1986 complix amb excel·lents participacions en aquesta competitiva categoria, el que ho catapulta després de diferents problemes en 1987, a participar en la Fórmula 3000 Internacional en 1988 amb l'equipo Oreca. No obstant això, una sèrie de problemes que no solament van afectar el novençà Alesi sinó que als seus companys d'equip Johnny Herbert i Roberto Moreno el que va desmoralitzar totalment al jove pilot francès que va estar a punt de deixar l'activitat, sinó hagués estat per l'oferta de Eddie Jordan per a competir en el seu equip de F3000 en 1989. Alesi li va retribuir aquesta oportunitat amb el triomf sense apel·lació en el campionat d'aquest any, el que li va valer a Alesi un contracte com pilot de proves per a l'equip Tyrrell de Fórmula 1.

## Fórmula 1

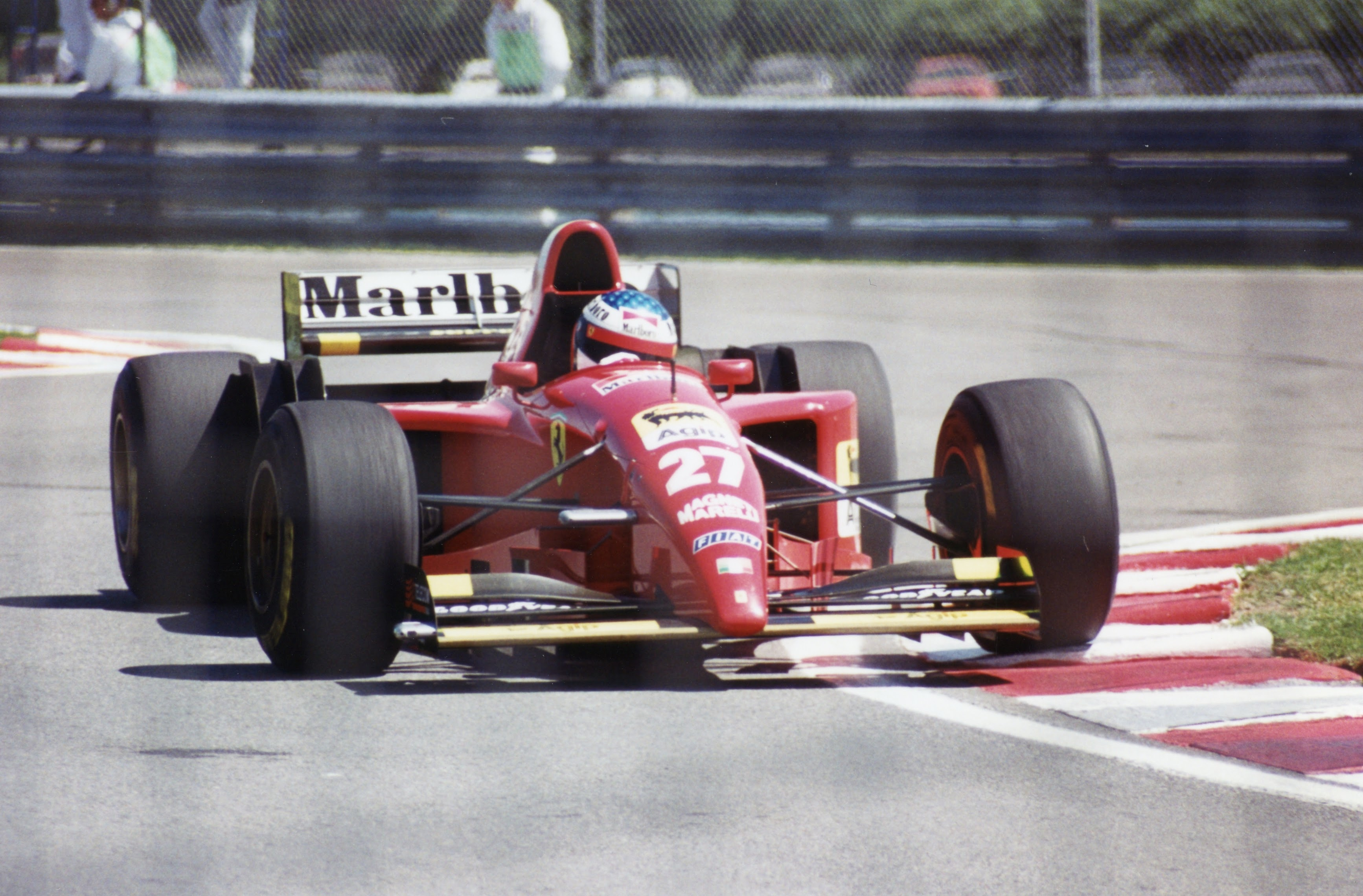
Jean Alesi aconseguí la seva única victòria a la Fórmula 1 amb aquest Ferrari al GP del Canadà de 1995.

Alesi va reemplaçar a Michele Alboreto en el Gran Premi de França de la temporada 1989 en l'equip Tyrrell. Alesi definitivament va tenir un debut que va il·lusionar. En la seva primera cursa va estar durant molt de temps darrere de l'experimentat campió mundial Alain Prost en el segon lloc, i va acabar definitivament quart, la qual cosa era un resultat notable per a un pilot debut, a més darrere de tres consagrats com Prost, Nigel Mansell i Riccardo Patrese.
La temporada següent, 1990 en el Gran Premi dels Estats Units a Phoenix, Alesi va tornar a sorprendre al món motor obtenint un impressionant segon lloc amb el Tyrrell, arribant fins i tot a liderar un parell de voltes, fins que va ser superat pel tri-campió mundial Ayrton Senna qui es duria el trofeu de guanyador. Però Alesi havia complert la seva comesa, i havia cridat l'atenció dels dos equips més importants de la F-1: Williams i Ferrari volien els seus serveis per a acompanyar a Nigel Mansell i Alain Prost respectivament. Alesi va reconèixer anys després que no va decidir bé al triar a la marca italiana amb base en Maranello, i que va ser massa impulsiu: Williams era l'opció que prometia triomfs, Ferrari podia prometre ser una llegenda. El jove Jean va triar l'opció dues.
No obstant això, des del principi es va veure que la relació no portaria massa alegries. Alesi va sofrir quatre anys amb un equip Ferrari estranyament poc competitiu, que gairebé es conformava a sortir quart o cinquè en el campionat mundial, sent desplaçat per McLaren, Williams i Benetton.
Alesi va guanyar una cursa amb Ferrari. Seria l'única cursa que guanyaria en Fórmula 1. El Gran Premi del Canadà de la temporada 1995 seria el gran dia per a Jean després de tant penar amb un acte poc confiable i poc competitiu. Però Ferrari també s'havia avorrit de l'histrionisme i excessiu ímpetu del francès pel que li van avisar que els seus serveis no eren requerits per a l'any següent: ja havien contractat al llavors solament bicampió Michael Schumacher per a la temporada 1996.
Després d'això, Alesi sol va passar d'equip en equip sense major èxit. En 1996 i 1997 va córrer per Benetton que va tenir dues temporades frustrants comparats amb el domini que van imposar amb Schumacher en 1994 i 1995 
En els dos anys següents a bord del Sauber Petronas es va mostrar un Alesi probablement en el seu millor moment, corrent més tranquil que abans en Ferrari, però clarament l'acte no estava per a arribar més enllà del quart lloc. Després Alesi tornaria a frustrar-se i passar a ser pilot de l'equip propietat de la seva ex-company d'equip, Alain Prost en la temporada 2000. Solament més frustració, amb acte poc confiable que acabaria últim en el campionat. Això que conclouria quan Alesi va tallar el seu contracte amb Prost a mitjan temporada 2001 passant-se a l'equipo Jordan Profunda para reemplaçar a l'acomiadat Heinz-Harald Frentzen per unes quantes carreres. Amb aquest equip va poder arribar en el Gran Premi dels Estats Units al seu Gran Premi Nombre 200, tota una fita per a ell, després de 10 anys d'ininterrompuda carrera.
Després d'assolir aquella xifra, Alesi es va retirar de la Fórmula 1 a final de temporada, i després d'una temporada de recés, va disputar el Deutsche Tourenwagen Masters (DTM) fins al 2006.

## Resultats Complets en Fórmula 1
(Carreres en negreta indica pole position)
| Any  | Equip            | 1       | 2       | 3       | 4       | 5       | 6       | 7       | 8       | 9       | 10      | 11      | 12      | 13      | 14      | 15      | 16      | 17      | Equip            | Posició | Pts |
| ---- | ---------------- | ------- | ------- | ------- | ------- | ------- | ------- | ------- | ------- | ------- | ------- | ------- | ------- | ------- | ------- | ------- | ------- | ------- | ---------------- | ------- | --- |
| 1989 | Tyrrell- Ford    | BRA DNP | SMR DNP | MON DNP | MEX DNP | USA DNP | CAN DNP | FRA 4   | GBR Ret | ALE 10  | HUN 9   | BEL DNP | ITA 5   | POR DNP | ESP 4   | JPN Ret | AUS Ret |         | Tyrrell- Ford    | 9é      | 8   |
| 1990 | Tyrrell - Ford   | USA 2   | BRA 7   | SMR 6   | MON 2   | CAN Ret | MEX 7   | FRA Ret | GBR 8   | ALE 11  | HUN Ret | BEL 8   | ITA Ret | POR 8   | ESP Ret | JPN DNS | AUS 8   |         | Tyrrell - Ford   | 9º      | 13  |
| 1991 | Ferrari          | USA 12  | BRA 6   | SMR Ret | MON 3   | CAN Ret | MEX Ret | FRA 4   | GBR Ret | ALE 3   | HUN 5   | BEL Ret | ITA Ret | POR 3   | ESP 4   | JPN Ret | AUS Ret |         | Ferrari          | 7º      | 21  |
| 1992 | Ferrari          | RSA Ret | MEX Ret | BRA 4   | ESP 3   | SMR Ret | MON Ret | CAN 3   | FRA Ret | GBR Ret | GER 5   | HUN Ret | BEL Ret | ITA Ret | POR Ret | JPN 5   | AUS 4   |         | Ferrari          | 7º      | 18  |
| 1993 | Ferrari          | RSA Ret | BRA 8   | EUR Ret | SMR Ret | ESP Ret | MON 3   | CAN Ret | FRA Ret | GBR 9   | ALE 7   | HUN Ret | BEL Ret | ITA 2   | POR 4   | JPN Ret | AUS 4   |         | Ferrari          | 6º      | 16  |
| 1994 | Ferrari          | BRA 3   | PFC DNP | SMR DNP | MON 5   | ESP 4   | CAN 3   | FRA Ret | GBR 2   | GER Ret | HUN Ret | BEL Ret | ITA Ret | POR Ret | EUR 10  | JPN 3   | AUS 6   |         | Ferrari          | 5º      | 24  |
| 1995 | Ferrari          | BRA 5   | ARG 2   | SMR 2   | ESP Ret | MON Ret | CAN 1   | FRA 5   | GBR 2   | GER Ret | HUN Ret | BEL Ret | ITA Ret | POR 5   | EUR 2   | PFC 5   | JPN Ret | AUS Ret | Ferrari          | 5º      | 42  |
| 1996 | Benetton-Renault | AUS Ret | BRA 2   | ARG 3   | EUR Ret | SMR 6   | MON Ret | ESP 2   | CAN 3   | FRA 3   | GBR Ret | GER 2   | HUN 3   | BEL 4   | ITA 2   | POR 4   | JPN Ret |         | Benetton-Renault | 4º      | 47  |
| 1997 | Benetton-Renault | AUS Ret | BRA 6   | ARG 7   | SMR 5   | MON Ret | ESP 3   | CAN 2   | FRA 5   | GBR 2   | GER 6   | HUN 11  | BEL 8   | ITA 2   | AUT Ret | LUX 2   | JPN 5   | EUR 13  | Benetton-Renault | 4º      | 36  |
| 1998 | Sauber-Petronas  | AUS Ret | BRA 9   | ARG 5   | SMR 6   | ESP 10  | MON 12  | CAN Ret | FRA 7   | GBR Ret | AUT Ret | GER 10  | HUN 7   | BEL 3   | ITA 5   | LUX 10  | JPN 7   |         | Sauber-Petronas  | 11º     | 9   |
| 1999 | Sauber-Petronas  | AUS Ret | BRA Ret | SMR 6   | MON Ret | ESP Ret | CAN Ret | FRA Ret | GBR 14  | AUT Ret | GER 8   | HUN 16  | BEL 9   | ITA 9   | EUR Ret | MYS 7   | JPN 6   |         | Sauber-Petronas  | 15º     | 2   |
| 2000 | Prost-Peugeot    | AUS Ret | BRA Ret | SMR Ret | GBR 10  | ESP Ret | EUR 9   | MON Ret | CAN Ret | FRA 14  | AUT Ret | GER Ret | HUN Ret | BEL Ret | ITA 12  | USA Ret | JPN Ret | MYS 11  | Prost-Peugeot    | 22º     | 0   |
| 2001 | Prost y Jordan   | AUS 9   | MYS 9   | BRA 8   | SMR 9   | ESP 10  | AUT 10  | MON 6   | CAN 5   | EUR 15  | FRA 12  | GBR 11  | GER 6   | HUN 10  | BEL 6   | ITA 8   | USA 7   | JPN Ret | Prost y Jordan   | 15é     | 5   |